# Bulbophyllum electrinum
Bulbophyllum electrinum là một loài phong lan thuộc chi Bulbophyllum.